# تصوير الطائرات
تصوير الطائرات (بالإنجليزية: Aviation photography) هو التقاط صور للطائرات إما في الجو أو على الأرض، ويتطلب هذا النوع من التصوير مهارات عالية حيث أن الطائرات غالبًا ما تطير بسرعة كبيرة.

## قاعدة البيانات
تتوفر عدة قواعد بيانات على الأنترنيت لصور الطائرات، ومن بين أشهرها جيت فوتو، إيرلاينرز، إيربلين بكتشرز، وهي تسمح للمستخدمين بالبحث عن صور الطائرات على أساس معايير محددة من قبل المستخدم.

## معرض صور

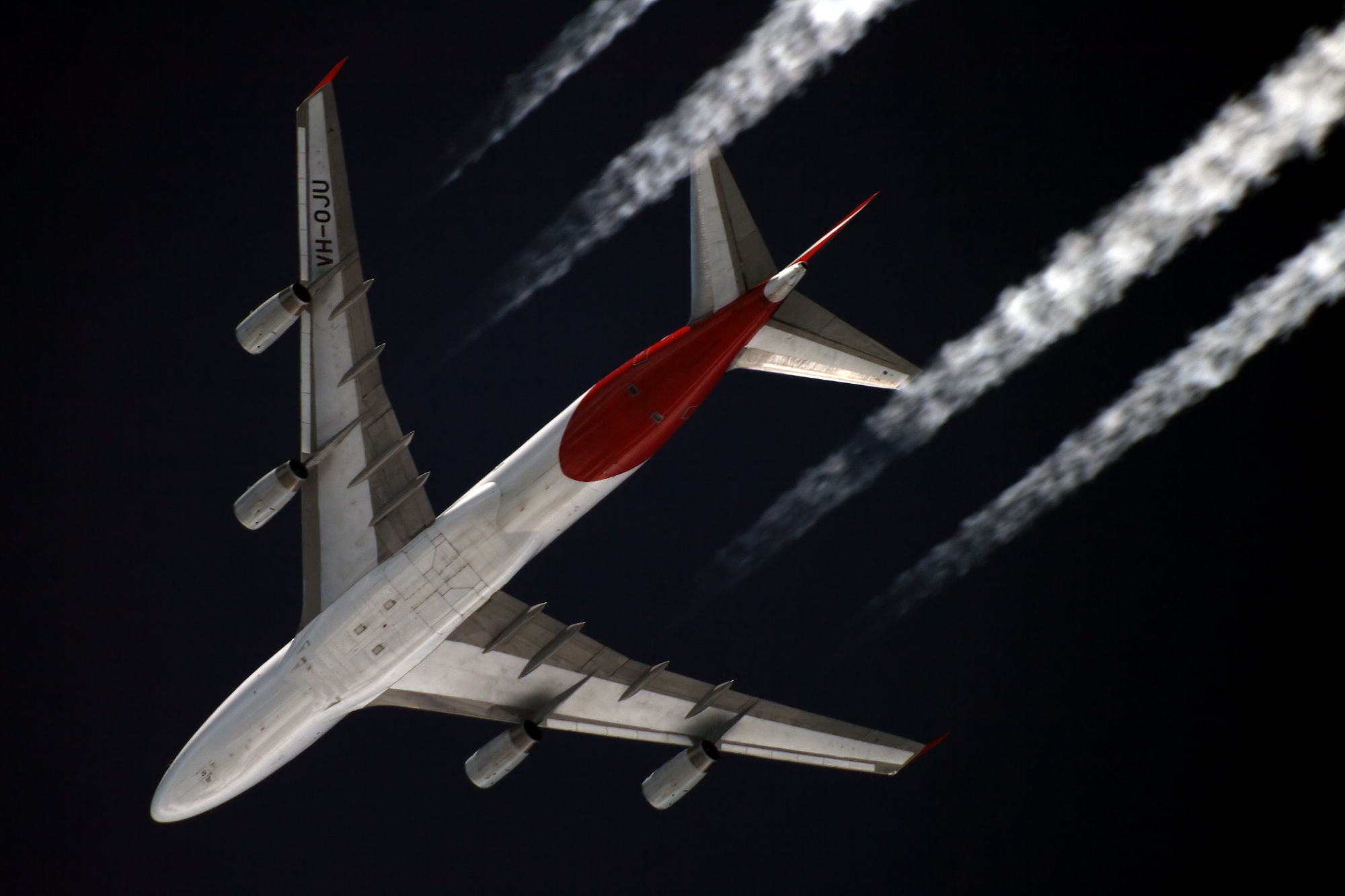
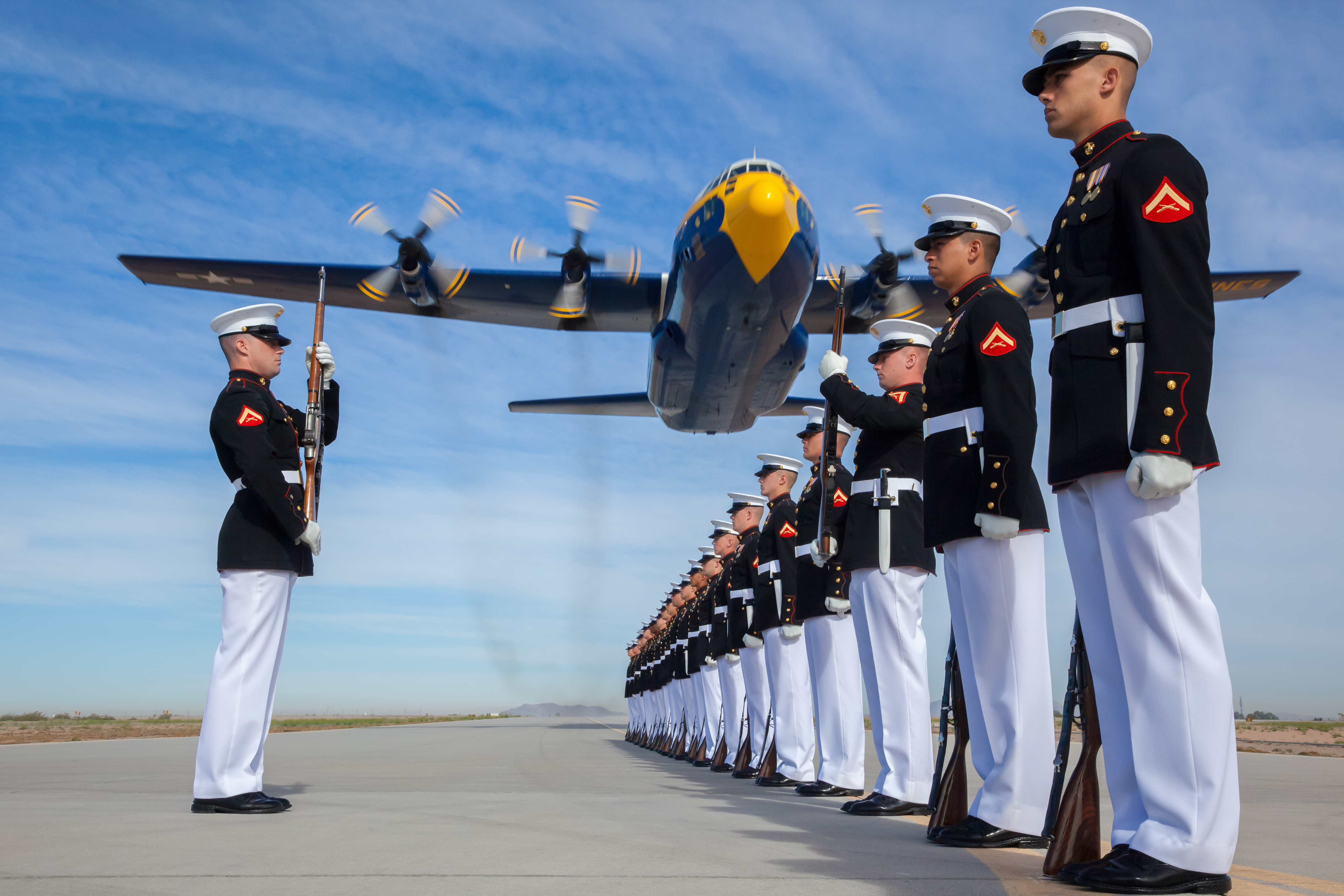
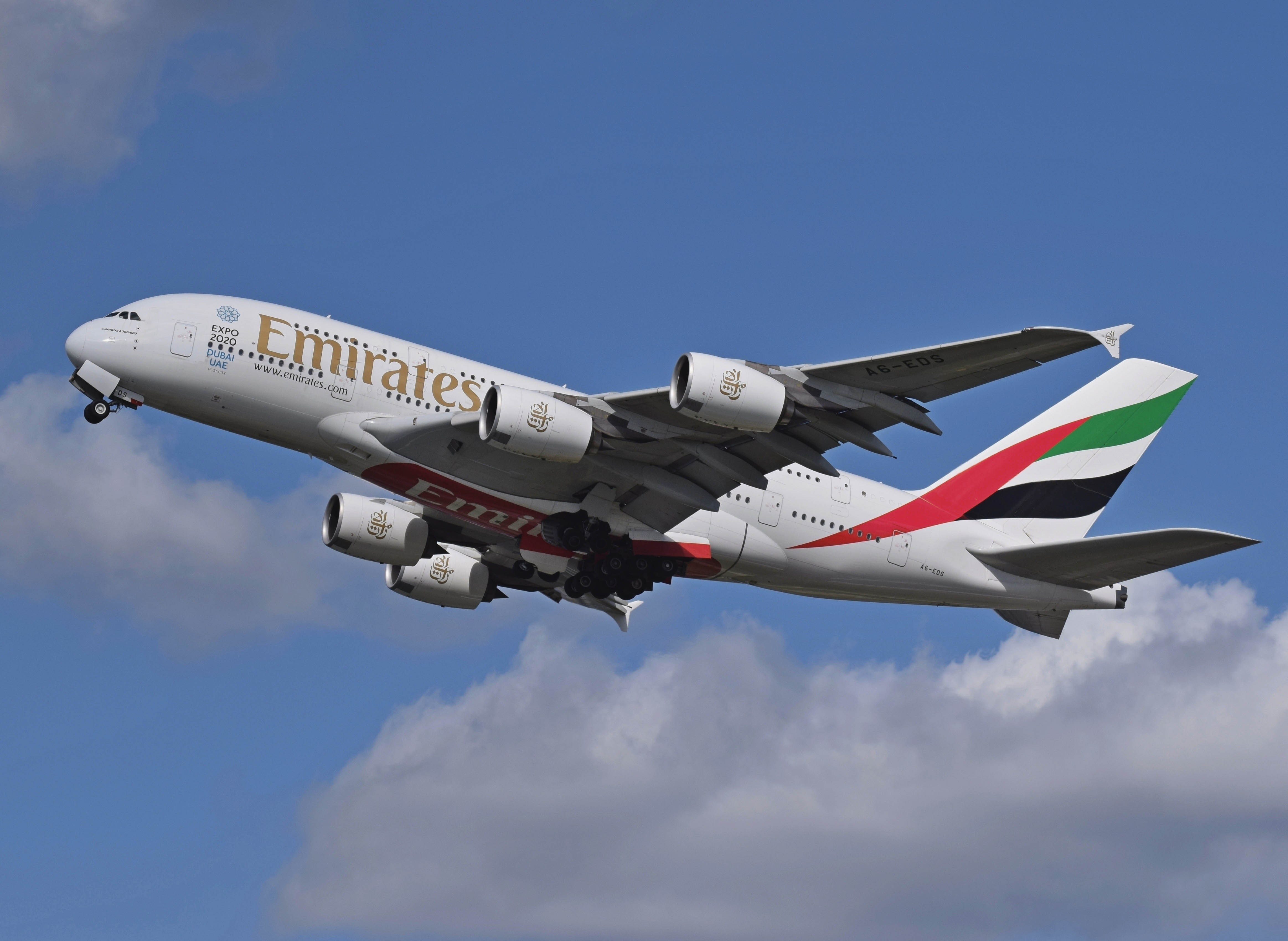

- 1=طائرة كانتاس بوينج 747-400 تطير على ارتفاع 11000 متر كما ترى من الأرض في موسكو
- 1=طائرة C-130T هيركوليز تابعة لِمُشاة البحريَّة الأمريكيَّة وفريق الاستعراض الجوّي، الشهير باسم الملائكة الزُرق، تُحلِّقُ فوق رؤوس بعض جُنود المُشاة من مفرزة سايلنت دريل في قاعدة يوما الجويَّة، بِولاية أريزونا، يوم 4 آذار (مارس) 2014.